# 穆爾謨
穆爾謨（1623年1月22日—17世紀），字賓日，北直隸山海衛籍，福建福州府福清縣人，清朝政治人物。

## 生平
穆爾謨是順治三年（1646年）順天鄉試舉人，四年（1647年）聯捷進士，先在禮部觀政，後獲授贛榆知縣，判案精明，聽斷如流，當時流寇猖獗，他親自帶領鄉民剿捕，斬殺其首領，令對方逃遁，後陞部主事，再外任萊州知府，遇上九鎮合兵剿滅流寇，一時人情洶懼，他和與守道楊某一力維持地方安寧，又平反被株連者，母親去世後廬墓三年。

## 家族
曾祖穆鎡，庠生；祖父穆思讓，壽官；父穆齊英，商城縣丞。

## 引用
1. 1 2 3  《順治四年丁亥科進士三代履歷》：穆爾謨，曾祖鎡，庠生；祖思讓，壽官；父齊英，河南商城縣丞。賓日，禮記房，壬戌年十二月二十二日生，山海衛人，丙戌二百二十三名，會試二百七十五名，三甲二百九名，禮部觀政，授江南贛榆知縣。
2. 1 2  康熙《福清縣志·卷五·選舉類》：大清……順治五年【四年】 丁亥呂宮榜 穆爾謨 賓日，北京中式，山東萊州府知府
3. ↑  四庫全書《盛京通志·卷八十一·國朝人物 奉天籍屬》：穆爾謨，寧遠人，順治初知江南贛榆縣，精明強毅，聽斷如流，案無積塵，時土寇猖獗，爾謨親師鄉民勦捕，斬其渠首，賊遠遁不敢復犯，縣境以安。
4. ↑  光緖《贛榆縣志·卷十·官師下》：穆爾謨，奉天人，由進士知贛榆縣，精明嚴毅，聽決如流，時羽山盜猖獗，爾謨親率鄉兵勦之，民賴以安，內遷部主事。 《江南通志》
5. ↑  乾隆《萊州府志·卷九·宦蹟》：穆爾謨，直隸密雲人，由進士守萊，會九鎮兵合勦于寇，萊為棲邑孔道，資糧扉屨頗極驛騷，人情洶懼，謨與守道楊一力維持，民獲安堵，後于逆潛遁，株連無辜，謨多所平反，至今猶有述之泣下者。
6. ↑  光緒《永平府志·卷五十八·仕蹟三》：穆爾謨，字賓日，山海衛人，順治丙戌丁亥聯捷成進士，初知江南贛榆縣，精明英毅，聽斷如流，羽寇猖獗，親率鄉兵剿捕之，累官至山東萊州府知府，母沒廬墓三年。